# Kanton Le Tampon-1
Le Tampon-1 is een kanton van het Franse overzees departement Réunion. Het kanton maakt deel uit van het arrondissement Saint-Pierre.
Het kanton omvat uitsluitend een deel van de gemeente Le Tampon.
Bij de herindeling van de kantons door het decreet van 24 februari 2024, met uitwerking op 22 maart 2025, werd de indeling van de kantons binnen de gemeente aangepast. Het kanton omvat sindsdien het westelijk deel van de gemeente. 